# ای‌زد دلو

نمایی از سیستم ستاره‌ای «ای‌زد دلو»

ای‌زد دلو یک ستاره است که در صورت فلکی دلو قرار دارد.